# Goddard 3
Cohete construido por Robert H. Goddard basándose en sus cohetes anteriores, Goddard 1 y Goddard 2. Fue el primer cohete de combustible líquido que llevó instrumentación. Podía llevar una carga útil de hasta 1 kg.
Goddard lanzó dos cohetes de este modelo, el primero el 26 de diciembre de 1928 y el segundo el 17 de julio de 1929.

## Lanzamientos

### 26 de diciembre de 1928
El cohete alcanzó 50 m de altura, impactando a 623 m de distancia, alcanzando unos 100 km/h. Al vuelo siguieron pruebas estáticas para desarrollar el enfriamiento de la tobera por cortina líquida, un sistema regenerativo y mejoras en la estabilidad.

### 17 de julio de 1929
Primer vuelo con instrumentos. Alcanzó una altura de 270 metros. Empezó a despegar a los 13 segundos de la ignición, dejó la rampa a los 14,5 y alcanzó su altura máxima a los 17 segundos, impactando a los 18,5 segundos a 521 metros de la rampa de lanzamiento. El cohete llevaba una pequeña cámara, un termómetro y un barómetro, todo recuperado intacto tras el impacto. 

## Especificaciones
- Longitud: 3,5 m
- Diámetro: 0,66 m
- Masa total: 25,8 kg
- Propulsantes: 6,3 kg de gasolina y 5 kg de oxígeno líquido.